# Гео Коляда
Ге́о Коляда́ (Григо́рій Пана́сович; *21 січня (3 лютого) 1904, Валки Харківської губернії — † грудень 1941, поблизу міста Єльня Московської области) — український поет.

## Життєпис
Народився у сім'ї шевця. Закінчив педагогічні курси імені Григорія Сковороди в Харкові, працював повітовим інструктором позашкільної освіти, вчителем, завідував першою дитячою комуною імені Григорія Петровського (1921—1923) та дитячим містечком імені ВУЦВК у Харкові. 1923 — переїхав до Москви. Навчався в Академії соціального виховання ім. П. П. Блонського (1923—1926) та в Московському інституті інженерів транспорту (1926—1930). 1925—1941 працював у Раднаркомі СРСР, московських вищих навчальних закладах. На початку війни пішов у так зване «народне ополчення», яке воювало на боці сталінського СРСР. Пропав безвісти на протинімецькому фронті.
Дебютував 1923 року разом з Олександром Копиленком та Іваном Сенченком у спільній збірці «Штурма». Був членом Спілки селянських письменників «Плуг» та Спілки пролетарських письменників «Гарт», брав участь у московському об'єднанні українських письменників «Село і місто» (СІМ).
Якщо в перший період літературної діяльності Коляда був близький до Єсеніна (по ліриці), то в наступний — починає позначатися вплив Волта Вітмена і Володимира Маяковського. Цикл «Жінка» формально дуже близький до «Пісень про самого себе» Волта Вітмена.

## Видання
- Штурма. — Харків, 1923.

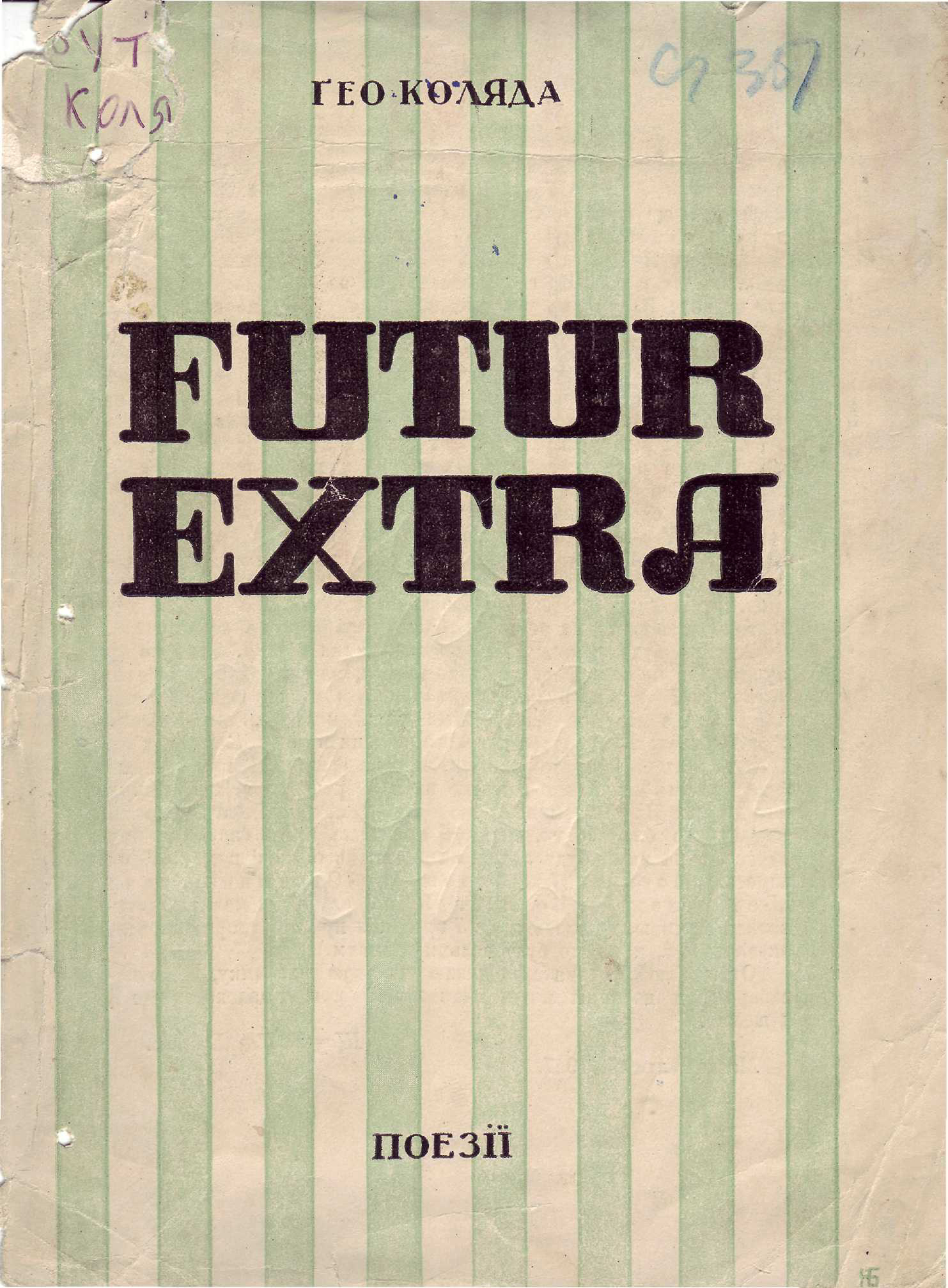
Обкладинка збірки поезій Гео Коляди «Futur Extra»

- Вибрані вірші й поеми. — Москва, 1925.
- Оленка. — Одеса, 1925.
- Прекрасний день. — Москва, 1925.
- Золоті кучері. — Москва, 1926.
- Штурм і натиск. — Москва, 1926.
- Futur-extra. — Москва, 1927.
- Поезії. — Москва, 1927.
- Арсенал сил. Роман нової конструкції. — Харків, 1929.